# Federación Española de Bádminton
De Federación Española de Bádminton is de nationale badmintonbond van Spanje.
De huidige president van de Spaanse bond is David Cabello Manrique, hij is de president van een bond met 5.492 leden, die verdeeld zijn over 213 verschillende badmintonclubs. De bond is sinds 1982 aangesloten bij de Europese Bond.